# Bahiria
Bahiria é um gênero de mariposa pertencente à família Crambidae.